# Arhopala davaona
Arhopala davaona är en fjärilsart som beskrevs av Semper 1890. Arhopala davaona ingår i släktet Arhopala och familjen juvelvingar. Inga underarter finns listade i Catalogue of Life.